# بيتر بلاو
كان بيتر مايكل بلاو (بالإنجليزية: Peter Michael Blau)‏ (ولد 7 فبراير 1918 –توفي 12 مارس 2002) عالم اجتماع ومنظّر أمريكي. وُلد في فيينا، النمسا، وهاجر إلى الولايات المتحدة في عام 1939. أتمّ أطروحة الدكتوراه خاصته مع روبرت كيه. ميرتون في جامعة كولومبيا في عام 1952، واضعًا فيها نظرية أولية حول ديناميات البيروقراطية. في العام التالي، مُنح أُستاذية في جامعة شيكاغو، حيث درّس من عام 1953 حتى عام 1970. درّس أيضًا بصفة أستاذ برتبة بيت في جامعة كامبريدج في بريطانيا العظمى، وبصفة زميل أقدم في كلية كينغ، وبصفة أُستاذ فخري متميز في أكاديمية تانجين للعلوم الاجتماعية التي ساهم في تأسيسها. عاد في عام 1970 إلى جامعة كولومبيا، حيث مُنح منصب أستاذ فخري مدى الحياة. درّس بين عامي 1988 و2000م بصفة أستاذ بحث روبرت براوتن المميز في جامعة كارولاينا الشمالية، تشابل هيل في القسم نفسه الذي تعمل فيه زوجته، جوديث بلاو، بينما تابع رحلاته اليومية إلى نيويورك للقاء طلاب الدراسات العليا وزملاء العمل.
كانت البنى التنظيمية والاجتماعية حقل اختصاصه في علم الاجتماع. صاغ نظريات متعلقة بالعديد من جوانب الظواهر الاجتماعية، من بينها الحراك الاجتماعي، وفرص العمل، والتغاير. استنبط من كل واحدة من نظرياته فرضية اختبرها لاحقًا في بحث تجريبي واسع النطاق. كان واحدًا من أوائل المُنظّرين في علم الاجتماع الذين استخدموا إحصائيات عالية المستوى لتطوير علم الاجتماع باعتباره حقلًا علميًا عن طريق توظيف البيانات التجريبية على الصعيد الكلي للإحاطة بالنظرية. وقد وصل أيضًا إلى نظريات حول كيفية تأثير علم السكان على السلوك البشري.
تُعتبر أعمال بلاو فيما يخص نظرية التبادل الاجتماعي من أهم إسهاماته في النظرية الاجتماعية، وتشرح الارتباط المباشر للتبادل الاجتماعي ضيق النطاق بالبنى الاجتماعية على المستوى المجتمعيّ.
كان أول من حدد تفاصيل المجموعة واسعة التنوع من القوى الاجتماعية، ما أطلق عليه ميلر مكفيرسون اسم «مساحة بلاو». كانت هذه الفكرة من بواكير الأفكار التي توزع الأفراد على طول مساحة متعددة الأبعاد. ما زال علماء الاجتماع يستخدمون مساحة بلاو كدليلٍ ووسعت لتشمل نقاطًا من علم الاجتماع لم يغطها بلاو على وجه التحديد أبدًا.
شغل بلاو في عام 1974 منصب الرئيس الخامس والستين لجمعية علم الاجتماع الأمريكية.

## نشأته وخلفيته العائلية
وُلد بيتر بلاو في عام 1918 في فيينا في العام الذي سقطت فيه الإمبراطورية النمساوية المجرية. وُلد لعائلة يهودية في وقتٍ تنامت فيه القوى الفاشية في أوروبا وأخذ نفوذ هتلر يتجلّى في النمسا تدريجيًا. حظر تزايد نفوذه حرية الكلمة، والديانة، والنشاطات غير المصادق عليها من قبل الحكومة. في عمر السابعة عشر، أُدين بلاو بتهمة الخيانة العظمى نتيجة كلامه ضد القمع الحكومي في مقالات كتبها لصحيفة سرية تابعة لحزب العمال الديمقراطي الاجتماعي وسُجن نتيجة ذلك. حُكم على بلاو بالسجن مدة عشر سنوات في سجن فيينا الفدرالي. أُطلق سراحه بعد مدة وجيزة من سَجنه وقتما رُفع الحظر عن النشاطات السياسية نتيجة وصول الاجتماعيين القوميين إلى السلطة. عندما وصل هتلر إلى النمسا في يوم 13 مارس من عام 1938، أقدم بلاو على الفرار إلى تشيكوسلوفاكيا. وتمكن هو وأخته – التي أُرسلت إلى إنجلترا – من الفرار. قررت بقية عائلته، مع ذلك، البقاء في النمسا. فشلت محاولة بلاو الأصلية في الهرب إذ ألقى حرس الحدود النازي القبض عليه وسُجن لشهرين. خلال شهري سجنه، تعرض للتعذيب والتجويع وأُجبر على تناول شحم الخنزير وحسب. مع ذلك، أُطلق سراحه مُجددًا واستطاع الوصول إلى براغ. عندما احتلّ هتلر تشيكوسلوفاكيا، هرب بلاو مجددًا، وعاد إلى فيينا بصورة غير قانونية ليزور والديه مرة أخرى. تحت جنح الليل، توارى بلاو على متن قطار ليعبر الحدود إلى فرنسا. حيث سلم نفسه لقوات الحلفاء، الذين لم يكونوا قد ألغوا سياستهم المقتضية وضع أي حامل لجواز السفر الألماني في معسكرات العمل حتى ولو كان يهوديًا. قضى عدة أسابيع يعصر العنب في معتقل أسرى حرب فرنسي في بوردو. حينما أُلغيت السياسة عن اليهود، تمكن من المضي قدمًا في رحلته وصولًا إلى لو هافر، في فرنسا، حيث تلقى منحة دراسية للاجئين إلى كلية إلمهرست في إلينوي عن طريق مجموعة من المبشرين الذين يدرسون في معهد علوم اللاهوت. هاجر بلاو إلى أميركا على متن سفينة ذه ديغراس التي رست في موانئ نيويورك في الأول من يناير من عام 1939. ارتاد لاحقًا كلية إلمهرست، وحاز على شهادته في علم الاجتماع في عام 1942، وحصل على جنسيته الأميركية في عام 1943. عاد بلاو إلى أوروبا في عام 1942 عنصرًا في جيش الولايات المتحدة، مؤديًا مهامه بصفة محققٍ نظرًا إلى مهارته في اللغة الألمانية وكوفئ بالنجمة البرونزية لقاء خدماته. كان خلال هذا الوقت أن تلقى بلاو خبر مقتل عائلته في معسكر أوشفيتز بيركينو.

## لاحق حياته
بعد تلقيه درجة البكالوريوس من كلية إلمهرست، تابع بلاو تعليمه في جامعة كولومبيا، حيث حصل على درجة الدكتوراه في عام 1952. قدم بلاو واحدًا من أهم وأبرز إسهاماته في مجال علم الاجتماع في عام 1967. حيث شارك أوتيس دودلي دونكن وأندريا تايري، في كتابة البنية المهنية الأميركية، ما قدم مساهمة علم اجتماعية هادفة في دراسة التقسيم الطبقي الاجتماعي، ومنحته جمعية علماء الاجتماع الأميركية جائزة سوروكين المرغوبة للغاية في عام 1968. يشتهر بلاو أيضًا بإسهاماته في نظرية علم الاجتماع. كان التبادل والقوة في الحياة الاجتماعية (1964) مساهمة هامة أيضًا في نظرية التبادل الاجتماعي المعاصرة، وهي واحدة من توجهات بلاو النظرية المميزة. كانت غاية أعماله: «(تحليل) الإجرائيات التي تتحكم بالروابط بين الناس كمقدمة لنظرية حول البناء الاجتماعي». وفيها، يبذل بلاو جهده في أخذ نظرية تبادل اجتماعي على المستوى الميكروي وتطبيقها على بنى اجتماعية على المستوى الكلي. كان بلاو نشطًا جدًا في دراسة النظرية البنيوية أيضًا. يقدّم بلاو في كتابه «الاختلاف والتغاير»، «نظرية علم-اجتماعية كلية حول البناء الاجتماعي»، حيث أساس نظريته «هو مفهوم كمّي للبناء الاجتماعي من ناحية توزيع الناس على مواضع اجتماعية تؤثر على علاقاتهم الاجتماعية».
تلقى بلاو تمييزات بارزة نتيجة إنجازاته، والتي تضمنت: انتخابه للأكاديمية الوطنية للعلوم، والأكاديمية الأمريكية للفنون والعلوم، والمجتمع الفلسفي الأميركي. شغل أيضًا منصب رئيس الجمعية الأمريكية لعلم الاجتماع منذ عام 1973-1974. توفي في يوم 12 مارس من عام 2002 جراء متلازمة الضائقة التنفسية الحادة. وكان يبلغ الرابعة والثمانين من العمر.

## وصلات خارجية
- بيتر بلاو على موقع الموسوعة البريطانية (الإنجليزية)